# Buick LaCrosse
El Buick LaCrosse es un automóvil de segmento E producido por Buick y Daewoo Motors bajo la empresa estadounidense General Motors. Sustituyó al Buick Century y Regal en América del Norte a partir del año 2005.
Con la vuelta al mercado del Regal, el LaCrosse pegó un escalón por encima, situándose como un automóvil ejecutivo, es decir, como un automóvil del segmento E.

## Primera generación (2005-2009)
El LaCrosse hizo su debut a finales de 2004 en sustitución del Century y Regal. Montado en una versión revisada de la plataforma W conocida como MS2000, el LaCrosse estaba inicialmente disponible con dos opciones de motor en tres niveles de equipamiento: un motor V6 3800 Series III de 3.8 L disponible en la base de CX y CXL; y un V6 HFV6 de 3,6 L en la línea del modelo CXS.

## Segunda generación (2009-2016)
Al llegar al mercado en el año 2009 y ser presentado en el Salón del Automóvil de Detroit ese mismo año en Detroit (Michigan), el LaCrosse de segunda generación se rediseñó desde cero compartiendo la plataforma de tamaño medio Epsilon II y dar un salto al segmento E, es decir, al segmento que ya entra en el mundo de los automóviles de lujo en un intento de reposicionar a lo que ha sido históricamente Buick, una marca premium. Acerca de esto último cabe mencionar las palabras que dedicó la página Edmunds.com: 
Al principio, cuestionamos la estrategia de GM, no solo con la propia LaCrosse, sino también con la noción de Buick como un verdadero competidor de Lexus, pero después de esta comparación (Lexus ES 350 vs. Buick LaCrosse), no tenemos dudas de que el nuevo Buick LaCrosse es un automóvil que cambia las reglas del juego y que marcará un hito en la historia que revitalizará a Buick y promoverá la nueva General Motors.
Cabe destacar que el LaCrosse se convirtió en el primer automóvil de América del Norte en incorporar un diseño de suspensión delantera, comercializado como HiPer Strut, diseñado para mejorar el manejo y la maniobrabilidad, y reduce la dirección de torque. El Buick LaCrosse CXS incluye un sistema comercializado como amortiguación en tiempo real que ajusta las fuerzas de amortiguación de los amortiguadores y puntales para una mejor conducción y manejo. 

### Motorizaciones
| Tipo de motor | Cilindrada | Potencia                | Años                           |
| ------------- | ---------- | ----------------------- | ------------------------------ |
| 4 en línea    | 2.4 L      | 182 HP (136 kilovatios) | 2010-presente.                 |
| V6            | 3.0 L AWD  | 252 HP (188 kilovatios) | 2009-2010.                     |
| V6            | 3.0 L      | 255 HP (190 kilovatios) | Existe en AWD después de 2010. |
| V6            | 3.6 L VVT  | 280 HP (209 kilovatios) | 2009-2011.                     |
| V6            | 3.6 L VVT  | 303 HP (226 kilovatios) | 2011-presente.                 |

## Tercera generación (2017-presente)
Presentado en el Salón del Automóvil de Los Ángeles en el año 2015, esta nueva generación se monta en la plataforma P2XX más liviana compartida con el Chevrolet Impala de 2018, que redujo su peso en aproximadamente 136 kilos, a pesar de crecer ligeramente en longitud y ancho. La reducción de peso se logró mediante la integración de aceros de alta resistencia y un mejor material de absorción acústica.
Esta generación incorpora varias de las novedades que introdujo el Concept Car Buick Avenir, el cual fue presentado el mismo año que el LaCrosse.